# فيليبي سا
فيليبي سا هو لاعب كرة قدم برازيلي، ولد في 29 مايو 1995 لعب سابقاً في نادي الفجيرة الإماراتي.